# Trou d’Uri
Le Trou d’Uri (en allemand : Urnerloch) est un tunnel situé dans le canton d’Uri, en Suisse, près d’Andermatt, sur la route du col du Saint-Gothard. Il s’agit du premier tunnel routier de Suisse et le premier tunnel sur une route alpine.
Le tunnel, situé sur la route principale 2, relie la partie sud des gorges des Schöllenen avec la vallée d’Urseren. Il se trouve en amont du Pont du Diable à une altitude d'environ 1 430 m.

## Histoire
Le Trou d’Uri a été construit en 1707 et 1708 par Pietro Morettini en remplacement du pont de Twärren, une passerelle suspendue à la paroi rocheuse dans les gorges des Schöllenen le long de la Reuss. Cette passerelle avait été détruite à maintes reprises par les crues.
Le tunnel faisait à l’origine 64 mètres de long, n’était pas éclairé, et « était juste assez haut pour qu’une bête de somme non montée y trouve un passage ». La construction du tunnel à la poudre noire n’a duré que onze mois, mais a couté nettement plus cher que prévu. Un premier agrandissement du tunnel a été effectué à l’occasion de la construction de la route du col du Saint-Gothard, ouverte en 1830. Avec la construction de la semi-autoroute de 1954, le tunnel a de nouveau été élargi. Il mesure alors 70 mètres de long et possède une section de 100 m2. Plus tard une galerie de protection (de) de plus de 300 mètres de long a été ajoutée au sud dans le prolongement du tunnel, l'ensemble mesure alors 425 mètres de long. En 2014, le tunnel a été rénové et agrandi.
La voie de chemin de fer du Schöllenenbahn, ouvert en 1917, a été placée parallèlement au tunnel, dans la gorge, le long de la paroi rocheuse, et plus tard protégé par une galerie.

Gorges des Schöllenen et Trou d’Uri sur une gravure de Salomon Gessner datée de 1781.
Une colonne de traineaux du train de l'armée suisse entre dans le tunnel entre 1914 et 1918.
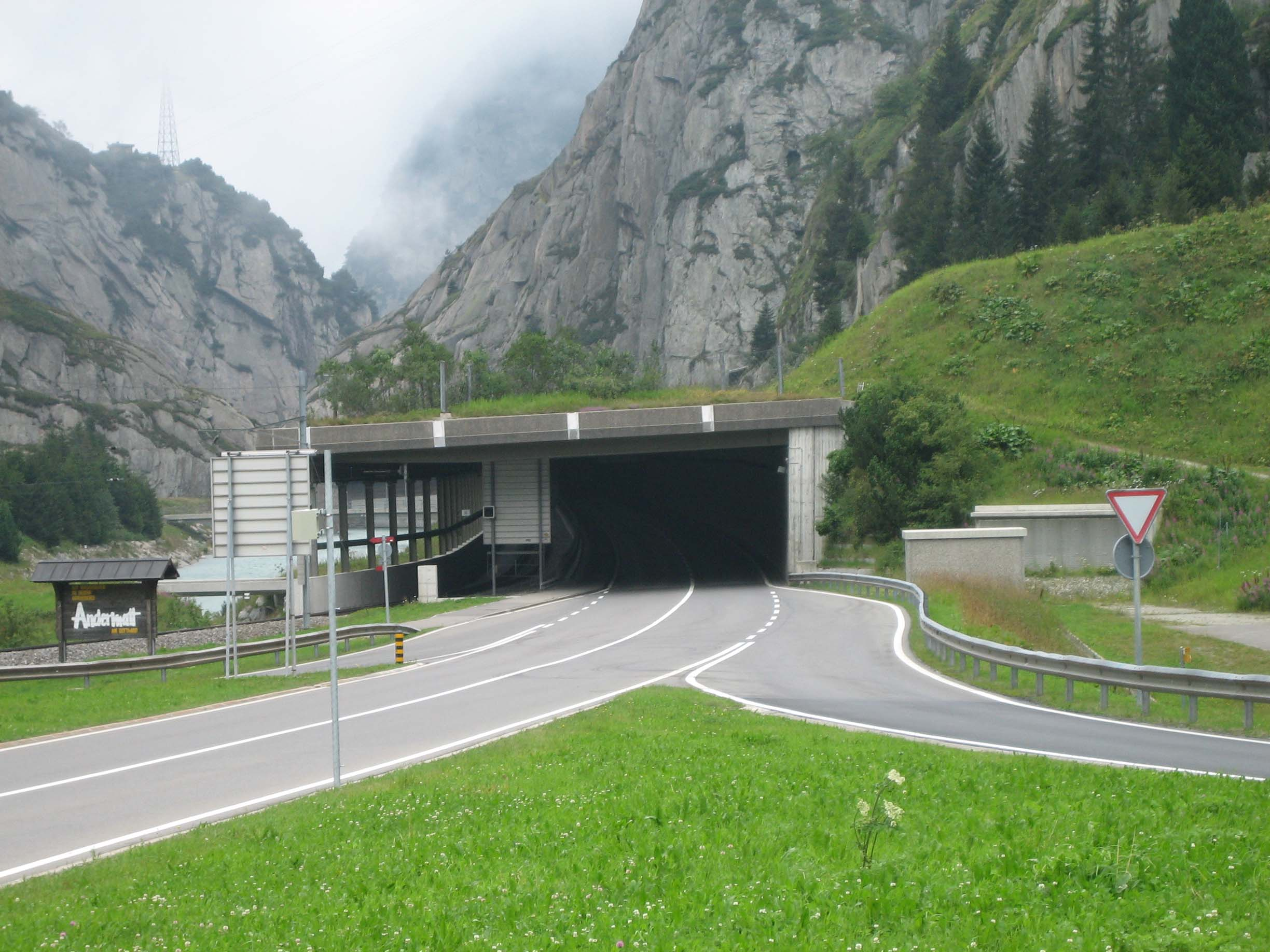
Entrée de la galerie au sud du tunnel (2007).
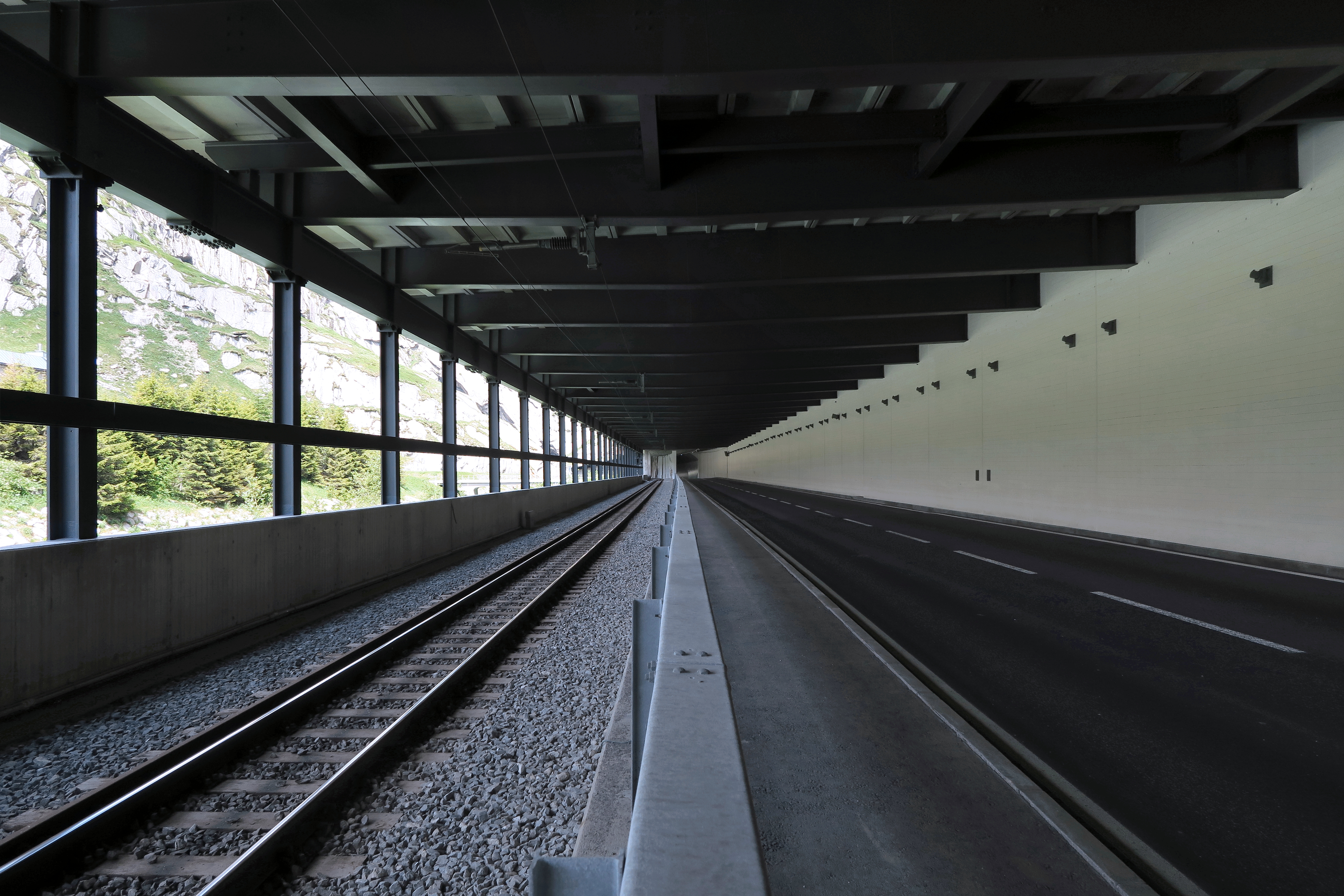
Galerie de protection avant le portail sud du Trou d’Uri, protégeant la voie de chemin de fer et la route (2015).
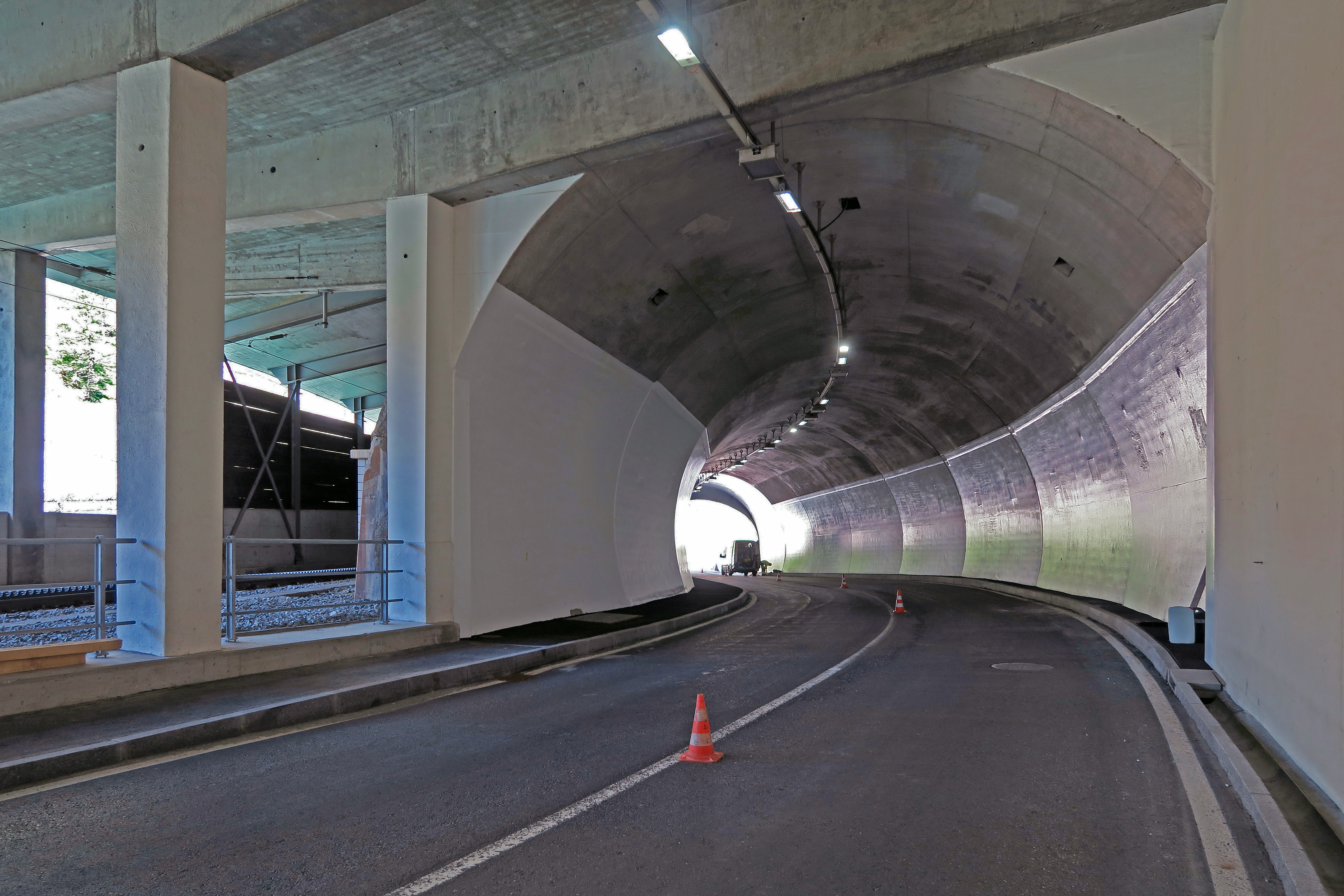
Le tunnel modernisé en 2014 (2015).